# Canigó (revista)
Canigó fue una revista de información general, publicada entre 1954 y 1983. También publicó colaboraciones literarias.

## Primera etapa
Comenzó a editarse en  Figueras bajo la dirección de Xavier Dalfó en 1954. El título hace alusión a la montaña pirenáica homónima, de fuerte resonancia para la historia catalana y escenario del poema épico Canigó de Jacinto Verdaguer, obra destacada de la Renaixença catalana.
Estaba escrita casi íntegramente en castellano, llevaba el subtítulo de Revista literaria, cultural, deportiva y tenía una periodicidad mensual. 

## Segunda etapa
A partir de 1971, pasó de tener una periodicidad mensual a ser semanal. También se dio prioridad a los artículos en lengua catalana. Desde entonces, apenas se publicaron textos en castellano. Se subtituló Setmanari independent dels Països Catalans y su redacción se instaló en Barcelona. Isabel Clara Simó fue la nueva directora.
A partir de 1981 y hasta 1983 se impulsó la literatura en la sección «Papers».
En 1983, por motivos económicos, cesó la publicación de la revista.

## Colaboradores
Entre los escritores que participaron en el semanario figuran personalidades de la literatura catalana como Víctor Català, Montserrat Roig o Mercè Rodoreda. 